# 里见义赖
里见义赖（1543年—1587年）為日本戰國時代的武將、大名，安房國里見氏的第七代當主。父親為里見義堯，母親不明。正室為北条氏政的女儿鹤姬，继室是北条氏康的女儿菊姬。有子里見義康、正木時茂、里見忠重等。幼名太郎，官位至刑部大辅。
义赖在位期间，因为姻亲的关系一直与北条家保持相对良好的外交关系，但在两位出身北条家的妻子相继死去后与北条家关系恶化，因此接近丰臣秀吉。

## 生平
1543年（天文十二年）出生，因为兄长里见义弘没有嫡子而成为他的养子（一说义赖是义弘的庶长子），义弘生前决定将领地一分为二，安房国交给义赖，而上总国交给梅王丸（里见义重），这个分配导致义赖十分不满，埋下了后来争斗的导火索。
1577年（天正五年），里见义弘与北条家达成和睦（房相一和），义赖迎娶北条氏政的女儿鹤姬为正室，2年之后鹤姬去世，续娶氏政的妹妹菊姬。1578年（天正6年）义弘去世，义赖与梅王丸之间的对立导致里见家的内争，义赖得到北条氏政的援助之后获得优势，压制上总国，逼迫梅王丸出家，继承了里见家的所有领土。1581年（天正九年）肃清了对此不满的家臣正木宪时，巩固了自身统治。
1580年（天正八年），为了对抗北条家，甲斐国的武田胜赖和常陆国的佐竹义重达成同盟关系（甲佐同盟），1581年，里见家也加入了这个同盟，另外还有小弓公方的足利赖淳，形成了一个反北条同盟。1582年（天正10年），织田家消灭了武田家，这个同盟宣告破灭。
1581年（天正9年），新井兵郎三维在里见领土上面的商业经营活动得到许可，新井是下总布川的流通商人，他使用朱印状，从布川出发经下总川，然后到达太日川进入江户海南下抵达里见家的根据地冈本城。当时，里见家掌握了江户湾到外海的海上通行权，如果想要保证在江户湾航行的安全，就必须取得里见家的营业活动的许可状。
武田家灭亡后不久，织田信长死于本能寺导致众多大名争夺旧武田领土（天正壬午之乱），虽然里见家没有直接参与，但考虑到房相一和的关系，还是派出了部队去支援北条家，一直进军到甲斐国，参加了对抗德川家的黑驹合战。不久，义赖的妻子去世，与北条家再次进入敌对状态，义赖一方面击退了北条军的攻击，同时通过外交手腕与丰臣秀吉达成连携合作关系。
1587年（天正15年），义赖在冈本城去世，享年45岁。
关于义赖的生母，有说法是小弓公方足利义明的女儿青岳尼（义弘第一个妻子），证据就是义赖自己曾经使用过象征足利家的龙印章。但通说义赖出生于1543年，而足利义弘与青岳尼结婚时间是在14年后的1557年。为了解决这个问题，佐藤博信认为青岳尼的传记是混淆了义明的妹妹和女儿，跟义弘成婚的义明的妹妹，而生下义赖是义明的女儿。